# وونگولبا، کوئینزلند
وونگولبا (به انگلیسی: Woongoolba) یک منطقهٔ مسکونی در استرالیا است که در کوئینزلند واقع شده‌است.